# Move Along
Move Along è il secondo album in studio del gruppo musicale statunitense The All-American Rejects, pubblicato il 12 luglio 2005 per l'etichetta discografica Interscope Records.

## Tracce
1. Dirty Little Secret – 3:13
2. Stab My Back – 3:09
3. Move Along – 3:05
4. It Ends Tonight – 4:04
5. Change Your Mind – 3:40
6. Night Drive – 3:23
7. 11:11 P.M. – 3:04
8. Dance Inside – 4:00
9. Top of the World – 3:23
10. Straightjacket Feeling – 3:37
11. I'm Waiting – 3:34
12. Can't Take It – 2:52
13. Night Drive (Acoustic Version) (traccia bonus, solo CD) – 3:48

## Formazione
- Tyson Ritter - voce, basso
- Nick Wheeler - chitarra, tastiera, seconda voce
- Mike Kennerty - seconda chitarra, seconda voce
- Chris Gaylor - batteria

## Singoli
- Dirty Little Secret
- Move Along
- It Ends Tonight
- Top of The World